# Aglaia samoensis
Aglaia samoensis är en tvåhjärtbladig växtart som beskrevs av Asa Gray. Aglaia samoensis ingår i släktet Aglaia och familjen Meliaceae. Inga underarter finns listade i Catalogue of Life.